# Yves Loubet
Yves Loubet (dit Publimmo) est un pilote de rallye français né le 31 octobre 1958 à Mostaganem (Département de Mostaganem, ancienne Algérie française). 

## Carrière
Il a débuté la compétition automobile en 1976 sur une Opel Kadett. Son palmarès est riche de nombreuses participations au Tour de Corse (2e en 1987 et 1988 sur Lancia Delta HF 4WD et Integrale officielles du Martini Racing, 3e en 1986 sur Alfa Romeo GTV6 Groupe A, à la suite du tragique accident de Henri Toivonen et du retrait des autres Lancia officielles). Il a également à son actif des participations au Rallye San Remo, ainsi qu'au Monte-Carlo. 
Il fut champion d'Europe en 1989 sur Lancia Delta Integrale, copiloté par Jean-Marc Andrié, et termina vice-champion de France des rallyes en 1985 sur une Alfa Romeo officielle (vainqueur du Groupe A).
Il a également participé à 30 rallyes comptant pour le championnat du monde des rallyes et le WRC, de 1977 à 1999.
En 2003 il remporte le rallye des Pharaons en rallye-raid, avec Jacky Dubois comme copilote.
Depuis 2008, il organise, avec José Andréani, la version "Historic" de la Ronde de la Giraglia.
Son fils, Pierre-Louis Loubet, pilote en mondial à partir de 2015, et est champion du monde des rallyes - 2 2019.

## Palmarès
- 2003 
  - Vainqueur du rallye des Pharaons - copilote, Jacky Dubois
  - 4e du Rallye du Maroc - copilote, Jacky Dubois
  - 7e du Baja Aragon - copilote, Jacky Dubois
- 1999 - 3e du Rallye du Liban (championnat du Moyen-Orient) - Lancia Delta HF Integrale - copilote, Claude Blanc
- 1996 - 2e du Rallye des Açores (championnat d'Europe et du Portugal)
- 1995 - 3e du Rallye Semperit (championnat d'Europe et d'Autriche)
- 1993 - 5e du Championnat de France des rallyes
- 1992 - Rallye de São Miguel / Açores (championnat d'Europe et du Portugal)
- 1991 - 2 victoires en Championnat de France des rallyes (Rallye du Rouergue, et Rallye du Mont-Blanc)
- 1990 - 5e du Championnat de France des rallyes
- 1989 - Champion d'Europe des rallyes - Lancia Delta Integrale, Team Grifone, avec 4 victoires :
  - 25e Rallye Catalunya-Costa Brava (rallye d'Espagne)
  - 30e Rallye Vinho da Madeira (Portugal)
  - 14e Rallye Elpa Halkidiki (Grèce)
  - 17e Rallye de Chypre
  - et aussi 2e aux rallyes Albena-Zlatni Piassatzi ( Bulgarie), de Garrigues-Languedoc-Roussillon, et de Pologne, et 3e au Deutschland ADAC Rally
- 1988 - 10e du Championnat du monde des rallyes. Victoire au Rallye des Garrigues-Languedoc-Roussillon (championnat d'Europe et de France 2e Division). 3e du Tour d'Italie automobile
- 1985 - 2e du Championnat de France des rallyes - Alfa Romeo GTV6 Groupe A

## Résultats en championnat du monde des rallyes
- 2e du tour de Corse 1987 - Lancia Delta HF 4WD Martini Racing
- 2e du tour de Corse 1988 - Lancia Delta Integrale Martini Racing
- 3e du tour de Corse 1986 - Alfa Romeo GTV6 Rothmans
- 3e du rallye du Portugal 1988 - Lancia Delta Integrale Martini Racing
- 4e du tour de Corse 1989 - Lancia delta Integrale Martini racing
- 5e du tour de Corse 1985 - Alfa Romeo GTV6